# Eduvie Ikoba
Eduvie Ikoba (Bettendorf, 26 ottobre 1997) è un calciatore statunitense, attaccante del Zemplín Michalovce in prestito dall'Académico de Viseu.

## Caratteristiche tecniche
È un centravanti.

## Carriera
Cresciuto calcisticamente nel Dartmouth BG, nel 2019 si è trasferito in Europa firmando con gli ungheresi del Zalaegerszeg. Ha debuttato fra i professionisti il 22 settembre dello stesso anno disputando l'incontro di Nemzeti Bajnokság I perso 2-1 contro il Ferencváros. Il 13 luglio 2020 è stato acquistato dall'AS Trenčín.

## Palmarès

### Club

#### Competizioni nazionali
- Coppa d'Ungheria: 1

Zalaegerszeg: 2022-2023